# Popelka (film, 2015)
Popelka (v anglickém originále Cinderella) je americko-britský romantický fantasy film režiséra Kennetha Branagha z roku 2015. Vyrobilo jej studio Walt Disney Pictures. Hlavní role hrají Cate Blanchett, Lily James, Richard Madden, Stellan Skarsgård, Holliday Grainger, Derek Jacobi a Helena Bonham Carter.
Film měl premiéru na 68. Berlínském mezinárodním filmovém festivalu 13. února 2015 a do kin byl oficiálně uveden 13. března 2015. Film získal nominaci na Oscara v kategorii nejlepší kostýmní design.

## Obsazení
| Cate Blanchett       | Lady Tremaine                 |
| Lily James           | Ella / Popelka                |
| Eloise Webb          | Ella v 10 letech              |
| Richard Madden       | princ Kit                     |
| Helena Bonham Carter | kouzelná kmotřička            |
| Stellan Skarsgård    | vévoda                        |
| Nonso Anozie         | kapitán stráže                |
| Holliday Grainger    | Anastasia                     |
| Sophie McShera       | Drisella                      |
| Derek Jacobi         | král                          |
| Alex Macqueen        | královský vyvolávač           |
| Jana Perez           | princezna Chelina ze Zaragosy |
| Hayley Atwell        | matka Elly                    |
| Ben Chaplin          | otec Elly                     |
| Rob Brydon           | královský malíř               |
| Jean Lucas           | myš (hlas)                    |

## Děj filmu
Snímek vypráví příběh mladé Elky, žijící se svou matkou a otcem. Nejprve jí zemře matka a otec si najde novou ženu a za čas zemře i on. Elka situaci nese špatně a k tomu ještě má trápení s macechou a jejími dcerami. Ony jí dají přezdívku Popelka podle toho, jak je od samé práce zamazaná. Elka se ubytuje na půdě, kde se kamarádí s malými myškami, které jí pomáhají. Elka potká v lese Prince, který je právě na honu zvěře. Oba se představí jinak. Princ jako učeň a Elka nijak zvlášť o sobě nemluvila.
Později se uspořádá bál, kam princ pozve všechny pod záminkou jen proto, aby potkal onu záhadnou Elku. Ta se to dozví a řekne to i maceše a nevlastním sestrám. Myšky jí pomohou sestrojit šaty a když se Elka ukáže Maceše, tak ta jí zakáže jít na bál a šaty zničí. A macecha jde na bál se svými dcerami sama.
Elce se zjeví víla kmotřička a ta jí pomůže dostat se na bál. Princ si s ní zatančí a ukáže jí tajnou zahradu. Elka po půlnoci od něho utíká a ztrácí střevíček, podle onoho střevíčku si princ najde svoji Elku a mají svatbu. Macecha odejde pryč z království i se svými dcerami.

## Přijetí
Film vydělal 201,2 milionů dolarů v Severní Americe a 342,4 milionů dolarů v ostatních oblastech, celkově tak vydělal 543,5 milionů dolarů po celém světě. Rozpočet filmu činil 95 milionů dolarů. Za první víkend docílil nejvyšší návštěvnosti, kdy vydělal 67,9 milionů dolarů.
Film získal pozitivní recenze od kritiků. Na recenzní stránce Rotten Tomatoes získal z 211 započtených recenzí 83 procent s průměrným ratingem 7,1 bodů z deseti. Na serveru Metacritic snímek získal z 47 recenzí 67 bodů ze sta. Na Česko-Slovenské filmové databázi snímek získal 72%.